# Vaux-sur-Poligny
Vaux-sur-Poligny – miejscowość i gmina we Francji, w regionie Burgundia-Franche-Comté, w departamencie Jura.
Według danych na rok 1990 gminę zamieszkiwały 82 osoby, a gęstość zaludnienia wynosiła 65 osób/km² (wśród 1786 gmin Franche-Comté Vaux-sur-Poligny plasuje się na 661. miejscu pod względem liczby ludności, natomiast pod względem powierzchni na miejscu 1052.).